# Japonska Formula 2 sezona 1984
Japonska Formula 2 sezona 1984 je bila sedmo prvenstvo Japonske Formule 2, ki je potekalo med 11. marcem in 4. novembrom 1984. 

## Koledar dirk
| Št | Dirkališče | Država   | Datum         | Krogi | Razdalja        | Čas        | Hitrost | Zmagovalec        | Pole             | Najh. krog               |
| -- | ---------- | -------- | ------------- | ----- | --------------- | ---------- | ------- | ----------------- | ---------------- | ------------------------ |
| 1  | Suzuka     | Japonska | 11. marec     | 24    | 6.000=144 km    | 58'41.49   |         | Satoru Nakajima   | Satoru Nakajima  | Kazuyoshi Hoshino        |
| 2  | Fuji       | Japonska | 15. april     | 35    | 4.410=154,35 km | 40'50.87   |         | Stefan Johansson  | Satoru Nakajima  | Satoru Nakajima          |
| 3  | Mine       | Japonska | 13. maj       | 40    | 2.830=113,2 km  | 52'31.9    |         | Kazuyoshi Hoshino | Satoru Nakajima  | Kazuyoshi Hoshino        |
| 4  | Suzuka     | Japonska | 27. maj       | 30    | 6.000=180 km    | 58'50.79   |         | Stefan Johansson  | Stefan Johansson | Stefan Johansson         |
| 5  | Suzuka     | Japonska | 8. julij      | 30    | 6.000=180 km    | 1h07'33.25 |         | Satoru Nakajima   | Satoru Nakajima  | Kazuyoshi Hoshino        |
| 6  | Fuji       | Japonska | 12. avgust    | 35    | 4.410=154,35 km | 48'11.01   |         | Stefan Johansson  | Satoru Nakajima  | Satoru Nakajima/Eje Elgh |
| 7  | Suzuka     | Japonska | 23. september | 30    | 6.000=180 km    | 59'22.50   |         | Satoru Nakajima   | Satoru Nakajima  | Satoru Nakajima          |
| 8  | Suzuka     | Japonska | 4. november   | 35    | 6.000=210 km    | 1h07'56.98 |         | Satoru Nakajima   | Roberto Moreno   | Stefan Johansson         |